# بویوک‌دوز (کلبجر)
بویوک‌دوز (به لاتین: Böyükdüz) یک منطقهٔ مسکونی در جمهوری آذربایجان است که در شهرستان کلبجر واقع شده‌است.